# Emesis rawsoni
Emesis rawsoni är en fjärilsart som beskrevs av Mcalpine 1939. Emesis rawsoni ingår i släktet Emesis och familjen Riodinidae. Inga underarter finns listade i Catalogue of Life.